# Нашивка за службу в церемоніальної гвардії ВМС (США)
Нашивка за службу в церемоніальної гвардії ВМС (США) (англ. Navy Ceremonial Duty Ribbon.svg) — військова відзнака (нашивка) Військово-морських сил США для відзначення особового складу, що виконує почесні обов'язки на борту найстарішого військового корабля, останнього з перших шести фрегатів Сполучених Штатів «Конститьюшн».

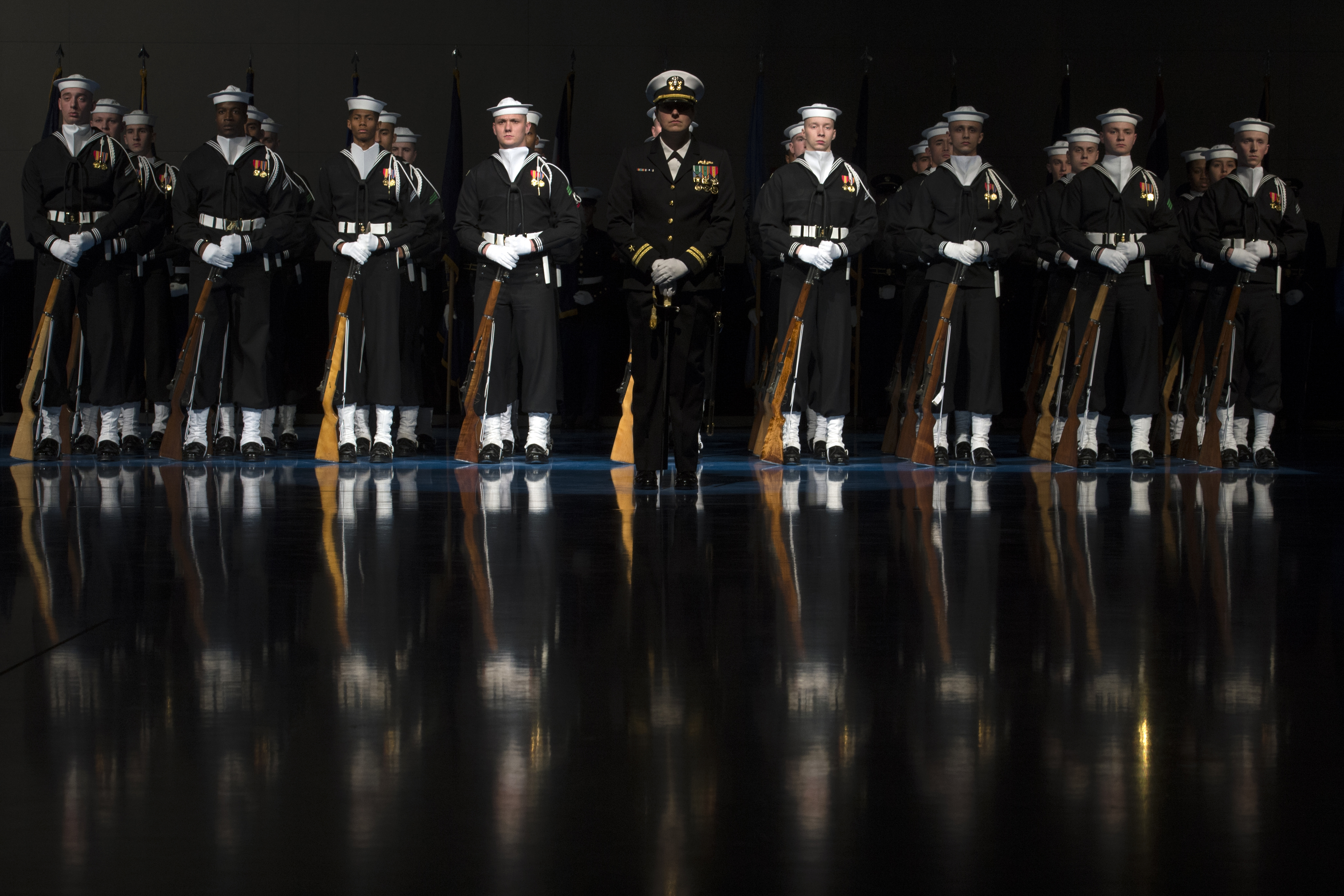
Церемоніальна гвардія ВМС

## Зміст
Відзнака заснована секретарем флоту Гордоном Інгландом 12 грудня 2003 року. Нашивкою за службу в церемоніальної гвардії ВМС нагороджуються військовослужбовці американського флоту, що сумлінно протягом двох років виконують обов'язки у складі церемоніальної гвардії ВМС, при цьому щонайменше 18 місяців (безперервно або в сукупності) виконували прямі обов'язки у складі підрозділу почесної варти (церемонії).